# 謝爾比 (密西西比州)
謝爾比（英語：Shelby）是位於美國密西西比州玻利瓦縣的城市。

## 人口
根據2020年美國人口普查的數據，謝爾比的面積為7.10平方千米，當中陸地面積為7.07平方千米，而水域面積為0.03平方千米。當地共有人口2021人，而人口密度為每平方千米285人。